# دم‌بادبزنی ماکیرا
دم‌بادبزنی ماکیرا (نام علمی: Rhipidura tenebrosa) نام یک گونه از سرده دم‌بادبزنی است.